# Arsens Miskarovs
Arsens Miskarovs (russisch Арсен Эдуардович Мискаров; * 3. März 1961 in Jelgava, Lettische SSR) ist ein ehemaliger sowjetischer Schwimmer. Er gewann zwei Silbermedaillen und eine Bronzemedaille bei Olympischen Spielen, eine Silbermedaille bei Weltmeisterschaften und drei Silbermedaillen bei Europameisterschaften.

## Karriere
Arsens Miskarovs von Lokomotiv Jelgava gewann drei sowjetische Meistertitel im Brustschwimmen und 14 Meistertitel der Lettischen SSR.
Sein internationales Debüt gab Miskarovs bei den Schwimmeuropameisterschaften 1977 in Jönköping. Über 100 Meter Brust belegte er dort den fünften Platz. Über 200 Meter Brust erreichte er den zweiten Platz hinter Gerald Mörken aus der Bundesrepublik Deutschland. Im Jahr darauf verpasste Miskarovs als Zehnter den Finaleinzug über 100 Meter Brust bei den Weltmeisterschaften in West-Berlin. Über 200 Meter Brust gewann er mit fünf Hundertstelsekunden Rückstand die Silbermedaille hinter Nick Nevid aus den Vereinigten Staaten. Miskarovs war auch Mitglied der sowjetischen Lagenstaffel, die den siebten Platz erreichte.
Bei den Olympischen Spielen 1980 in Moskau erreichte Miskarovs mit der drittschnellsten Zeit das Finale über 100 Meter Brust. Im Finale siegte der Brite Duncan Goodhew vor Arsens Miskarovs und dem Australier Peter Evans. Zwei Tage nach dem Finale wurde die 4-mal-100-Meter-Lagenstaffel ausgetragen. Mit der schnellsten Vorlaufzeit erreichte die sowjetische Staffel das Finale vor der australischen Staffel. Im Finale schwammen für die Sowjetunion vier Schwimmer, die im Vorlauf nicht dabei waren. Wiktor Kusnezow, Arsens Miskarovs, Jewgeni Seredin und Sergei Kopljakow führten im Endlauf bis zum dritten Wechsel. Auf der Schlussbahn überholte der Australier Neil Brooks Kopljakow, die Australier siegten mit 0,22 Sekunden Vorsprung vor der sowjetischen Staffel, die britische Staffel erhielt die Bronzemedaille. Zwei Tage nach dem Staffelfinale fanden die Vorläufe über 200 Meter Brust statt, Miskarovs erreichte das Finale mit der zweitschnellsten Zeit. Im Finale siegte Robertas Žulpa aus der Sowjetunion vor dem Ungarn Albán Vermes, mit 0,35 Sekunden Rückstand auf den Ungarn erschwamm Miskarovs die Bronzemedaille.
Im Juli 1981 fand in Bukarest die Sommer-Universiade 1981 statt. Miskarovs siegte über 200 Meter Brust und mit der Lagenstaffel, über 100 Meter Brust erhielt er die Bronzemedaille. Im September 1981 bei den Europameisterschaften in Split erschwamm Miskarovs zum Abschluss seiner internationalen Karriere zwei weitere Silbermedaillen. Über 200 Meter Brust siegte Robertas Žulpa, über 100 Meter Brust gewann mit Juri Kis ebenfalls ein Schwimmer aus der sowjetischen Mannschaft.
Nach seiner aktiven Laufbahn wurde Miskarovs Schwimmtrainer in seiner Heimatstadt Jelava.